# Maurice Vachon
Joseph Maurice Régis Vachon, znany także jako Mad Dog Vachon (ur. 14 września 1929 w Montrealu, zm. 21 listopada 2013 w Omaha) – kanadyjski zapaśnik walczący w stylu wolnym. Olimpijczyk z Londynu 1948, gdzie zajął ósme miejsce w wadze średniej.
Złoty medalista igrzysk Imperium Brytyjskiego w 1950 roku.

## Letnie Igrzyska Olimpijskie 1948
| Konkurencja      | Rundy eliminacyjne | Rundy eliminacyjne    | Rundy eliminacyjne     | Klas. końcowa |
| Konkurencja      | Przeciwnik I       | Przeciwnik II         | Przeciwnik III         | Miejsce       |
| ---------------- | ------------------ | --------------------- | ---------------------- | ------------- |
| 79 kg styl wolny | Keshav Roy (IND) Z | Adil Candemir (TUR) P | Paavo Sepponen (FIN) P | 8.            |